# Henri Schouteden
Henri Eugene Alphonse Hubert Schouteden (ur. 3 maja 1881 w Ixelles, zm. 15 listopada 1972 w Auderghem) – belgijski entomolog i ornitolog.

## Życiorys
Urodził się w 1881 roku w Ixelles w Regionie Stołecznym Brukseli. Jego ojcem był Aubert Alphonse Schouteden, a matką Sophie Wing. Uczęszczał do liceum w Institut Saint-Bonifac w Ixelles. W 1900 roku zaczął studiować zoologię na Université Libre de Bruxelles. W 1905 roku ukończył studia z tytułem doktora nauk przyrodniczych i zatrudniony został przez Muzeum Historii Naturalnej w Brukseli. W 1908 roku poślubił przyrodniczkę Josephine Wery. W 1910 roku zatrudniony został w nowo powstałym Muzeum Konga Belgijskiego (ob. Musée royal de l'Afrique centrale). W 1919 roku awansował tam na kierownika sekcji, a w latach 1927–1946 był dyrektorem tej instytucji. W latach 1920–1922 oraz 1924–1926 odbył misje badawcze do Konga Belgijskiego, które przyczyniły się do znaczącego wzbogacenia zbiorów muzeum. Do 1952 roku wykładał na Koloniale Hogeschool van België w Antwerpii, a do 1954 roku nauczał w tamtejszym Instytucie Medycyny Tropikalnej.

## Praca naukowa
Schouteden jest autorem licznych publikacji naukowych, poświęconych głównie systematyce i faunistyce środkowoafrykańskich zwierząt. Najbardziej znany jest z wkładu w afrykańską ornitologię. W czasie pierwszej wyprawy do Konga Belgijskiego m.in. odkrył miejsce gniazdowania jaskólnika czerwonookiego. W latach 1946–1960 opublikował na łamach Annales du Musée Royal du Congo Belge czterotomową, liczącą blisko 2 tysiące stron pracę De Vogels van Belgisch-Congo en van Ruanda-Urundi, poświęconą ptakom środkowej Afryki.
Duży wkład wniósł w heteropterologię. Badał w szczególności pluskwiaki różnoskrzydłe z nadrodziny tarczówek oraz z rodzin wtykowatych, zajadkowatych i prześwietlikowatych. Opisał liczne nowe dla nauki taksony. Stworzył bogato ilustrowane tomy poświęcone pluskwiakom do serii Geneta insectorum Philogène’a Wytsmana.
Był członkiem, a także sekretarzem i prezydentem Société Entomologique de Belgique oraz członkiem i prezydentem Société Royale Zoologique de Belgique.
Większość zgromadzonych przez niego zbiorów zdeponowana jest w Królewskim Muzeum Afryki Środkowej w Tervurenie. Część znajduje się w muzeum Królewskiego Instytutu Nauk Przyrodniczych Belgii w Brukseli.

## Upamiętnienie
Na jego cześć nazwano liczne taksony zwierząt, w tym rodzaje: Schoutedenia, Schoutedeniella, Schoutedenina, Schoutedenius, Schoutedeniastes, Schoutedenidea, Schoutedenichia i Schoutedenomyia.